# Prodoretus maculithorax
Prodoretus maculithorax är en skalbaggsart som beskrevs av Frey 1975. Prodoretus maculithorax ingår i släktet Prodoretus och familjen Rutelidae. Inga underarter finns listade i Catalogue of Life.